# Drepanacra plaga
Drepanacra plaga is een insect uit de familie van de bruine gaasvliegen (Hemerobiidae), die tot de orde netvleugeligen (Neuroptera) behoort. 
Drepanacra plaga is voor het eerst wetenschappelijk beschreven door Banks in 1939.